# Nanipora kamurai
Nanipora kamurai Miyazaki & Reimer, 2015 è un ottocorallo della famiglia Lithotelestidae. È l'unica specie vivente nota del genere Nanipora.

## Descrizione
È una delle poche specie di coralli ermatipici esistenti tra gli ottocoralli; le colonie di questi polipi sono in grado di produrre robuste strutture scheletriche di aragonite cristallina, simili a quelle degli esacoralli dell'ordine Scleractinia.

## Distribuzione e habitat
L'areale di Nanipora kamurai è ristretto alle acque dell'isola di Zamami (prefettura di Okinawa, Giappone).